# Piobang
Piobang is een bestuurslaag in het regentschap Lima Puluh Kota van de provincie West-Sumatra, Indonesië. Piobang telt 3870 inwoners (volkstelling 2010).